# غواكانغدي
غواكانغدي (بالإنجليزية: Goicangdoi)‏ هي منطقة سكنية تقع في الصين في أزمة التبت والصين. يقدر عدد سكانها بـ
- نسمة .